# 愛川町立愛川東中学校
愛川町立愛川東中学校（あいかわちょうりつ あいかわひがしちゅうがっこう）は、神奈川県愛甲郡愛川町にある公立中学校。愛川町の東部に位置する。

## 沿革
- 1960年 - 中津中学校と高峰中学校を統合して愛川東中学校となる。
- 1962年 - 校歌制定。
- 1969年 - 火災によりD教室と更衣室を焼失。同年、学校緑化コンクール最優秀校に。
- 1979年 - 鉄筋校舎が完成。
- 1985年 - 生徒数増加により教室を２つ増加。
- 1986年 - 全校生徒が914名に。大規模校化を解消するために愛川中原中学校が分離新設。同年、JRC加盟。
- 1987年 - 校舎改修。
- 2003年 - B館耐震工事完了。
- 2008年 - 50周年開校記念式典が行われる。

## 進学前小学校
- 愛川町立菅原小学校
- 愛川町立中津小学校

## 近隣施設
- 愛川町立体育館

## 著名な出身者
- 五味隆典- 総合格闘家
- 渡辺大輔 (俳優)- 俳優
- 村中恭兵- プロ野球
- 小池美由- アイドル、歌手
- 田中幹也 - プロ野球選手